# 岐阜県道164号鶉笠松線
岐阜県道164号鶉笠松線（ぎふけんどう164ごう うずらかさまつせん）とは、岐阜県岐阜市と岐阜県羽島郡笠松町を結ぶ一般県道である。

## 概要
起点から羽島郡笠松町美笠通までの区間はセンターラインのない細い道が続く。
岐阜県岐阜市西鶉の西鶉2交差点（岐阜県道31号岐阜垂井線交点）が起点。起点から南に進む。500mほどで左折し、鶉の中心街を東に進む。岐阜県道1号岐阜南濃線と交差し、同市東鶉7丁目付近で右折、南東方向に進む。境川を渡り、しばらくすると羽島郡笠松町に入る。笠松町美笠通3丁目の美笠通3交差点で岐阜県道14号岐阜稲沢線と交差し、笠松町中心部に入る。笠松町上本町の岐阜県道177号下印食笠松線交点が終点。

### 路線データ
- 起点：岐阜県岐阜市西鶉 西鶉2交差点（岐阜県道31号岐阜垂井線交点）
- 終点：岐阜県羽島郡笠松町上本町（岐阜県道177号下印食笠松線交点）
- 延長：約4.5km

## 歴史
- 2015年（平成27年）7月31日：岐阜県道191号東笠松停車場線が廃止されると同時に当道路の終点が笠松町美笠通3丁目（岐阜県道14号岐阜稲沢線交点）から笠松町上本町5番地先（岐阜県道177号下印食笠松線交点）に変更され、県道191号の一部（笠松町美笠通 - 上本町）が当道路に編入される[1]。

## 地理

### 通過する自治体
- 岐阜県
  - 岐阜市
  - 羽島郡
    - 笠松町

### 主な接続道路
- 岐阜県道31号岐阜垂井線（岐阜市 西鶉2交差点）
- 岐阜県道1号岐阜南濃線（岐阜市 中鶉7交差点）
- 岐阜県道151号岐阜羽島線（岐阜市 茜部野瀬3南交差点）
- 岐阜県道183号正木岐阜線〔立体交差・市道を通じて接続〕（岐阜市境川3丁目）
- 岐阜県道・愛知県道14号岐阜稲沢線（羽島郡笠松町 美笠通3交差点）
- 岐阜県道177号下印食笠松線（羽島郡笠松町上本町）

### 周辺
- 岐阜市立鶉小学校
- 笠松郵便局
- 岐阜羽島警察署笠松交番
- 西笠松駅（名鉄竹鼻線）
- 笠松町立笠松小学校
- 笠松町役場
- 笠松町厚生会館